# Changjiaobaxiang (ort i Kina, Shaanxi, lat 33,56, long 107,99)
Changjiaobaxiang är en ort i Kina. Den ligger i provinsen Shaanxi, i den nordvästra delen av landet, omkring 120 kilometer sydväst om provinshuvudstaden Xi'an. Antalet invånare är 2 626. Befolkningen består av 1 165 kvinnor och 1 461 män. Barn under 15 år utgör 13,0 %, vuxna 15-64 år 74 %, och äldre över 65 år 12,0 %.
Runt Changjiaobaxiang är det ganska glesbefolkat, med 25 invånare per kvadratkilometer. Närmaste större samhälle är Fuping Xian, 3,8 km söder om Changjiaobaxiang. I omgivningarna runt Changjiaobaxiang växer i huvudsak blandskog.
Genomsnittlig årsnederbörd är 925 millimeter. Den regnigaste månaden är juli, med i genomsnitt 184 mm nederbörd, och den torraste är december, med 2 mm nederbörd.